# زمین‌لرزه ۱۳۷۶ قائن
زمین‌لرزهٔ قائن یا اَردِکول زمین‌لرزه‌ای مهیب بود که در ۲۰ اردیبهشت ۱۳۷۶ ساعت ۱۲:۲۷ به وقت محلی (۱۰ مه ۱۹۹۷ ساعت ۰۷:۵۷ به وقت هماهنگ جهانی)، استان خراسان در شرق ایران را لرزاند. بزرگای گشتاوری این زمین‌لرزه که شدیدترین زمین‌لرزهٔ منطقه از سال ۱۳۵۸ تا آن زمان بود، ۷٫۳ اندازه‌گیری شد و مرکز آن در روستای اردکول در ۲۷۰ کیلومتری جنوب مشهد قرار داشت. بر اثر این زمین‌لرزه منطقهٔ بیرجند–قائن ویران گشت؛ ۱٬۵۶۷ نفر کشته، بیش از ۲٬۳۰۰ نفر مجروح و ۵۰٬۰۰۰ نفر آواره شدند؛ ۱۵٬۰۰۰ واحد مسکونی تخریب شد یا آسیب دید. سازمان زمین‌شناسی آمریکا زمین‌لرزهٔ قائن را مرگ‌بارترین زمین‌لرزهٔ سال ۱۹۹۷ در کل جهان توصیف کرد. ۲۱۵ پس‌لرزه بر شدت خرابی‌ها افزود و بسیاری از بازماندگان را مجبور به ترک منطقه کرد. بعدها مشخص شد که زمین‌لرزه بر اثر گسیختگی در امتداد گسل زیر خط مرزی ایران–افغانستان رخ داده است. در نهایت میزان خسارت‌ها ۱۰۰ میلیون دلار آمریکا برآورد شد، و بسیاری از کشورها با اهدای پتو، چادر، لباس، و مواد غذایی به یاری زلزله‌زدگان شتافتند. گروه‌های نجات به منطقه اعزام شدند تا داوطلبان محلی را در یافتن بازماندگانی که زیر آوارها مدفون شده بودند، یاری کنند. میزان تخریب‌ها در اطراف رومرکز زمین‌لرزه تقریباً ۱۰۰ درصد اعلام شد که عمدتاً ناشی از شیوهٔ ناصحیح ساخت‌وساز در مناطق روستایی بود.

## پیشینه و زمین‌شناسی
ایران همواره در معرض زمین‌لرزه‌های متعدد قرار دارد؛ به گونه‌ای که از ۱۳۵۹ تا ۱۳۸۸ با ۶۲ زمین‌لرزه با بزرگی بین ۷٫۳ تا ۹ پس از چین و اندونزی، سومین کشوری بوده که در معرض زمین‌لرزه‌های فاجعه‌آفرین قرار گرفت. ایران در منطقهٔ زمین‌ساختی پیچیده‌ای واقع شده است. ورقهٔ عربستان در جنوب آن و ورقهٔ اوراسیا در شمال آن قرار دارند. ورقهٔ عربستان به آرامی در جهت شمال به سوی ورقهٔ اوراسیا حرکت می‌کند و ایران در منطقهٔ برخوردی این دو ورقه جای گرفته است. این منطقه خود به چندین بلوک کوچک‌تر موسوم به خردقاره تقسیم می‌شود که تحت تأثیر حرکت ورقهٔ عربستان قرار دارند. اکثریت فعالیت‌های لرزه‌ای ایران در امتداد مرزهایش به وقوع می‌پیوندند، به این دلیل که اغلب مساحت این کشور بر روی یک خردقاره قرار گرفته است. همان‌طور که ورقهٔ عربستان به سمت شمال حرکت می‌کند، ایران به سمت شمال شرقی رانده و فشرده می‌شود. این امر باعث می‌شود که رشته‌کوه‌های متعددی در امتداد مرزهای شمالی و شرقی ایران به وجود آید. وجود گسل‌های امتدادلغز در امتداد مرزهای شمالی و شرقی ایران شاهدی بر این مدعاست.
زمین‌لرزهٔ قائن در زون‌درزهٔ سیستان که از لحاظ لرزه‌خیزی یکی از فعال‌ترین مناطق ایران است، به وقوع پیوست. زون‌درزهٔ سیستان که در شمال شرق منطقهٔ برخورد ورقه‌های زمین‌ساختی عربستان و اوراسیا واقع شده است، در تقاطع با قطعهٔ پوسته‌ای افغانستان، کرانهٔ شرقی خردقارهٔ ایران را مشخص می‌سازد. نقشه‌های لرزه‌زمین‌ساختی حاکی از آن است که این منطقه از پتانسیل لرزه‌خیزی بالایی برخوردار است و زمین‌لرزه‌های زیادی در این منطقه روی داده است. زمین‌لرزه‌های ۱۲۸۲ درخش، ۲۷ بهمن ۱۳۱۹ محمدآباد، ۳۱ شهریور ۱۳۲۶ دوست‌آباد، ۹ شهریور ۱۳۴۷ دشت بیاض، ۹ شهریور ۱۳۴۷ فردوس، و ۲۳ آبان ۱۳۵۸ کریزان برخی از مهم‌ترین زمین‌لرزه‌هایی هستند که در سدهٔ بیستم میلادی در منطقه روی داده است.

## ویژگی‌ها
ساعت ۱۲ و ۲۷ دقیقه و ۲۹ ثانیه به وقت ایران روز ۲۰ اردیبهشت ۱۳۷۶ خورشیدی مطابق با ساعت ۷ و ۵۷ دقیقه و ۲۹ ثانیه به وقت هماهنگ جهانی روز ۱۰ مهٔ ۱۹۹۷ زمین‌لرزهٔ قائن به وسیلهٔ حدود ۲۹ دستگاه شتاب‌نگار نگاشته شد. مؤسسهٔ ژئوفیزیک دانشگاه تهران بزرگای موج سطحی زمین‌لرزه را Ms=۷٫۱، و شدت آن را IX+‎ در مقیاس مدودف–شپونهویر–کارنیک برآورد و گزارش کرد. اما سازمان زمین‌شناسی آمریکا و دانشگاه برکلی زمین‌لرزه را با مشخصات بزرگای گشتاوری Mw=۷٫۳، بزرگای موج سطحی Ms=۷٫۲، بزرگای انرژی Me=۷٫۷ و شدت X یا فجیع در مقیاس مرکالی گزارش کردند. این زمین‌لرزه از سال ۱۳۵۸ که دو زمین‌لرزهٔ کُریزان و کولی به فاصلهٔ زمانی کمتر از دو هفته منطقهٔ قائنات را به لرزه درآوردند تاکنون مهیب‌ترین زمین‌لرزه در منطقه بوده است. گسترهٔ بیشترین شدت زمین‌لرزه به صورت یک بیضی کشیده‌شده است که بخش جنوب شرقی گسلش سطحی را در بر می‌گیرد و از جنوب غربی روستای آهنگران تا جنوب روستای آبیز گسترش می‌یابد. محور بزرگ این بیضی بر گسلِ مسببِ زمین‌لرزه منطبق است و درازایی افزون بر ۵۰ کیلومتر دارد و محور کوچک بیضی در جهت عمود بر گسل درازایی حدود ۱۰ کیلومتر دارد.

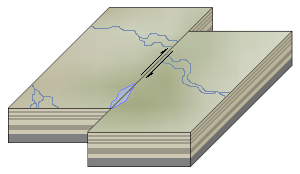
طرحی شماتیک از گسل «امتدادلغز راست‌گرد». گسل راست‌لغز آبیز در وقوع زمین‌لرزهٔ قائن نقش کلیدی داشت.

زمین‌لرزهٔ قائن نیز همچون زمین‌لرزهٔ دشت بیاض (بزرگی ۷٫۳ و تلفات ۱۲٬۰۰۰ تا ۲۰٬۰۰۰) بر اثر گسل‌های امتدادلغز رخ داد؛ بدین معنی که قطعات پوسته‌ای در دو طرف گسل در جهت خلاف یکدیگر به موازات راستای گسل (سطح افق) جابه‌جا شدند. زمین‌لرزهٔ قائن احتمالاً بر اثر یک گسیختگی در امتداد گسل آبیز که جزئی از زون‌درزهٔ سیستان در شرق ایران محسوب می‌شود به وقوع پیوست. این احتمال از آنجا نشأت می‌گیرد که منحنی‌های هم‌شدت زمین‌لرزهٔ قائن با گسل آبیز هماهنگی کامل دارد. گسل آبیز گسلی است راست‌لغز راست‌گرد بزرگ‌زاویه که راستای عمومی آن شمال شمال غرب–جنوب جنوب شرق (N15–25W) بوده و در دو پایانه به‌ویژه در پایانهٔ شمال غربی راستای آن به N15W نزدیک می‌شود اما در بخش میانی راستای آن به N25W نزدیک‌تر است. گسل آبیز از شمال کریزان تا نزدیکی گزیک کشیده شده و احتمالاً در زمین‌لرزهٔ ۱۳۵۸ کریزان ایجاد شده است.

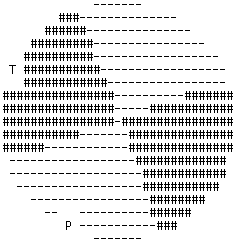
سازوکار کانونی زمین‌لرزه تهیه‌شده توسط سازمان زمین‌شناسی آمریکا

افزون بر جابه‌جایی غالب امتدادلغز، نشانه‌هایی حاکی از گسلش معکوس نیز وجود داشت به‌گونه‌ای که سازوکار ژرفی زمین‌لرزه، راست‌لغز راست‌گرد با مؤلفهٔ معکوس کوچکی است. گسلش سطحی‌ای که موجب بروز زمین‌لرزه شد، ۱۲۵ کیلومتر طول داشت که با حداکثر جابه‌جایی ۲۳۰ سانتی‌متری نمود پیدا کرده بود. مؤلفهٔ قائم گسل نسبت به مؤلفهٔ افقی آن کوچک‌تر است، اما تأثیر توپوگرافی، قائم بودن گسل، و عملکرد مؤلفهٔ افقی باعث می‌شد که در برخی موارد جابه‌جایی قائم کاذب تا حدود نیم متر نیز مشاهده شود. اما در مجموع پهلوی غرب–جنوب غربی گسل نسبت به پهلوی دیگر بالا آمده است. گروهی از پژوهشگران ژاپنی که برای مطالعه و بررسی زمین‌لرزه به منطقه اعزام شده بودند درازای گسلش سطحی را ۱۱۰ کیلومتر و جابه‌جایی افقی آن را بین ۱ تا ۲٫۱ متر اندازه‌گیری کردند. درازای گسلش سطحی با توجه به بزرگی زمین‌لرزه، از آنچه انتظار می‌رفت طویل‌تر بود. با فرض جابه‌جایی افقی متوسط دو متری، نسبت جابه‌جایی افقی به درازای ۱۲۵ کیلومتری گسلش سطحی بسیار کم است و این نشان‌دهندهٔ افت تنش ایستایی اندکی در حدود ۵ بار می‌باشد؛ در نتیجه زمین‌لرزهٔ قائن بیشتر با یک زمین‌لرزهٔ بین‌ورقه‌ای جور در می‌آید تا یک زمین‌لرزهٔ درون‌ورقه‌ای. بیشینهٔ شتاب افقی جنبش زمین به هنگام زمین‌لرزه تقریباً برابر ۶٫۹ متر بر ثانیه—تقریباً سه چهارم شتابی که یک جسم به هنگام سقوط آزاد دارد—و در نزدیکی رومرکز زمین‌لرزه بود. لایهٔ پوسته‌ای که درگیر گسیختگی بود ۲۰ تا ۲۵ کیلومتر ضخامت داشت.
ژرفای کانونی این زمین‌لرزه توسط مؤسسهٔ ژئوفیزیک دانشگاه تهران ۱۸ کیلومتر، توسط سازمان زمین‌شناسی آمریکا ۱۰ کیلومتر، و توسط دانشگاه هاروارد ۲۷ کیلومتر برآورد شد. بررسی پس‌لرزه‌ها، درازای گسلش، و گسترهٔ بیشترین شدت زمین‌لرزه حاکی از آن است که ژرفای کانونی زمین‌لرزه می‌تواند بین ۱۰ تا ۱۲ کیلومتر باشد. رومرکز زمین‌لرزه در روستای اردکول در جنوب استان خراسان (امروزه در استان خراسان جنوبی) قرار داشت. روستای اردکول محصور در کوه‌ها و تپه‌هاست. اگرچه دولت ایران بیش از ۸۰۰ لرزه‌نگار را در سرتاسر کشور توزیع کرده بود اما به سبب اقلیم بیابانی منطقهٔ قائنات و دورافتادگی‌اش، تعداد معدودی لرزه‌نگار در این منطقه نصب شده بود. مؤسسهٔ ژئوفیزیک دانشگاه تهران و مرکز تحقیقات ساختمان و مسکن به صورت جداگانه لرزه‌نگارهایی موقت را در منطقه نصب کردند و طی دو ماه ۲۱۵ پس‌لرزه را به ثبت رساندند که شدیدترینشان با بزرگای گشتاوری ۵٫۹ در ۲۵ مه ۱۹۹۷ به وقوع پیوست. اکثر پس‌لرزه‌ها در امتداد گسیختگی و در گستره‌ای به طول ۱۰۰ کیلومتر و عرض ۳۰ کیلومتر به وقوع پیوست. فعالیت‌های پس‌لرزه‌ای عمدتاً در پایانهٔ جنوبی گسل گسیخته متمرکز بود اما بزرگ‌ترین پس‌لرزه در پایانهٔ شمالی گسل روی داد. مطالعات بر روی ژرفای پس‌لرزه‌ها حاکی از آن است که فعالیت‌های پس‌لرزه‌ای در ۲۵ کیلومتری بالایی پوسته متمرکز بوده‌اند و میانه‌ای با عمق ۱۱ کیلومتر داشته‌اند.

## خسارات و تلفات

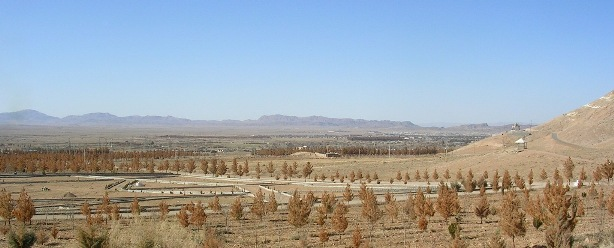
نمایی از جنوب غربی قائن در سال ۱۳۸۶

این زمین‌لرزه در منطقه‌ای به وسعت ۵۰۰٬۰۰۰ کیلومتر مربع از جمله در شهرهای مشهد، کرمان، و یزد احساس شد. روزنامهٔ نیویورک تایمز در گزارش اولیهٔ خود دربارهٔ زمین‌لرزه از ایسنا نقل کرد که بیش از ۲٬۰۰۰ نفر در روستاهای اطراف قائن، ۳۹۴ نفر در بیرجند، و ۲ نفر در شهر کوچک خواف جان خود را از دست داده‌اند. میزان تلفات این زمین‌لرزه در افغانستان ۵ نفر اعلام شد. با ادامهٔ عملیات امدادرسانی این ارقام مورد تجدیدنظر قرار گرفت؛ سازمان زمین‌شناسی آمریکا اعلام کرد که بر اثر این زمین‌لرزه ۱٬۵۷۲ نفر شامل ۱٬۵۶۷ نفر در ایران و ۵ نفر در هرات افغانستان کشته و بیش از ۲٬۳۰۰ نفر مجروح شده‌اند. همچنین این سازمان، زمین‌لرزهٔ قائن را مرگ‌بارترین زمین‌لرزهٔ سال ۱۹۹۷ در سطح جهان توصیف کرد. روستای کوچک آبیز در ۹۰ کیلومتری شرق قائن شدیداً آسیب دید به گونه‌ای که یک سوم ساکنان این روستا بر اثر زمین‌لرزه کشته شدند. در روستای اردکول، ۱۱۰ دانش‌آموز دختر بر اثر فروریختن سقف دبستانشان جان باختند.
اجساد جان‌باختگان حادثه همزمان با عملیات جستجو و امداد و نجات، در گورهای دسته‌جمعی به خاک سپرده می‌شد. مسئولان نگران بودند که نوسانات دمای هوا—از ۵ تا °۲۹ سانتی‌گراد در روز وقوع زمین‌لرزه—روند فاسد شدن اجساد را سرعت بخشد و باعث شیوع بیماری‌های عفونی در منطقه شود. بر اثر زمین‌لرزه آب و برق بسیاری از روستاهای منطقه قطع شد. فاصلهٔ نزدیک‌ترین بیمارستان تا اکثر مجروحان حادثه در حدود ۱۴۰ کیلومتر بود. یک پزشک، ضمن تأکید بر نیاز مبرم به پزشکان بیشتر برای درمان مجروحان، گفت: «نمی‌دانم امروز چند تا گچ‌گرفتگی انجام دادم، اما فکر کنم صدها مورد باشد.» پس‌لرزهای شدید بازماندگان را وادار کرد حومهٔ محل سکونتشان را ترک کنند و در چادرها پناه گیرند.
شدیدترین ویرانی‌ها در نواری به طول ۹۰ کیلومتر میان بیرجند و قائن رخ داد. بنا بر گزارش رادیو تهران، ۲۰۰ روستا متحمل خسارات سنگین شده یا به‌کلی ویران گشتند. سازمان زمین‌شناسی آمریکا تخمین زده است که بر اثر این حادثه ۱۰٬۵۳۳ خانه ویران و ۵٬۴۷۴ خانهٔ دیگر نیز متحمل درجات مختلفی از خسارت شده‌اند و پنجاه هزار نفر بی‌خانمان گشته‌اند. مقامات محلی در ابتدا میزان خسارات وارده را معادل ۶۷ میلیون دلار آمریکا (به ارزش سال ۱۹۹۷) تخمین زدند. اما این برآورد بعدها به ۱۰۰ میلیون دلار معادل ۳۰۰ میلیارد ریال افزایش یافت.

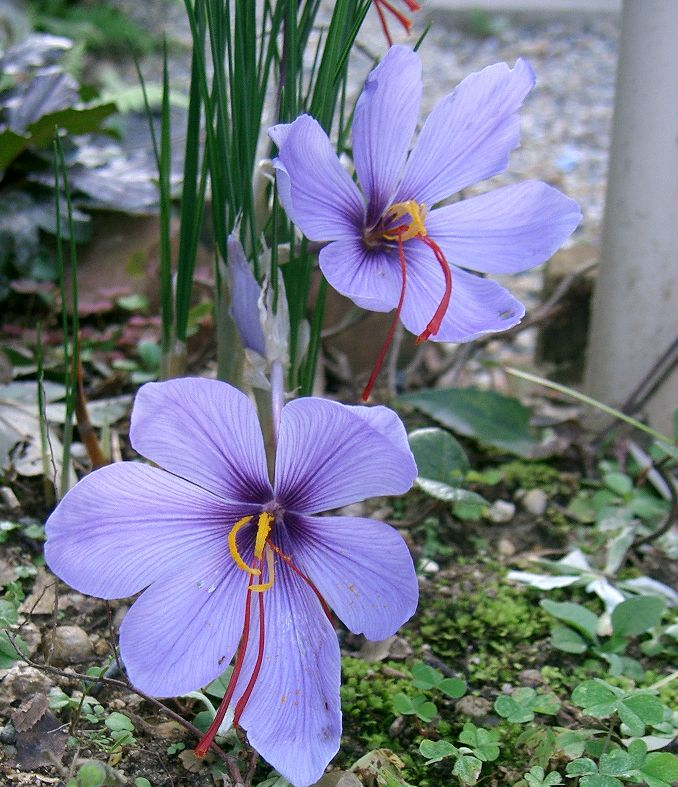
کار بر روی مزارع زعفران جان بسیاری از روستاییان را نجات داد.

زمین‌لرزهٔ قائن باعث سنگ‌لغزش، سنگ‌ریزش، زمین‌لغزش، نشست‌های دینامیکی، روانگرایی در بستر رودخانهٔ کالشور، تغییر در سطح آب‌های زیرزمینی، ترک خوردن بدنه و هستهٔ رسی سد خاکی نیمه‌تمام داشگران، نشست موضعی سد سنگریزه‌ای رحیم‌آباد، و وارد آمدن آسیب‌های جدی به قنات‌های ۶۰ روستا شد.
زندگی ساکنان فقرزدهٔ منطقه بر پایهٔ کشاورزی دیم، دامپروری، و پرورش محصولاتی نظیر گندم و زعفران می‌چرخد. به هنگام وقوع زمین‌لرزه، اکثر جمعیت منطقه در حال کار بر روی زمین‌های کشاورزی بودند؛ در نتیجه بر اثر ریزش ساختمان‌ها مجروح نشدند و جان سالم به در بردند. به همین دلیل میزان تلفات زمین‌لرزه بسیار کمتر از آنی است که از چنین زمین‌لرزه‌ای با این حجم وسیع خرابی‌ها انتظار می‌رفت. اگر زمین‌لرزه به‌جای ظهر در شب به وقوع می‌پیوست، میزان تلفات آن می‌توانست تا ۱۰ برابر افزایش پیدا کند. همچنین تراکم پایین جمعیت در منطقهٔ بیابانی و دورافتادهٔ قائنات و وقوع پیش‌لرزه‌ای حدوداً ۱۰ ثانیه پیش از لرزهٔ اصلی در پایین بودن میزان تلفات مؤثر بود.
با وجود آنکه در اغلب مناطق روستایی ایران سبک ساخت‌وساز متأثر از عواملی چون مصالح محلی در دسترس، تکنولوژی ساخت سنتی–تجربی، و اقلیم منطقه است و اغلب واحدهای ساختمانی از نوع چینه‌ای و از جنس خشت سنتی، در منطقهٔ زلزله‌زدهٔ قائنات سبک ساخت‌وساز چهرهٔ کاملاً متفاوتی با دیگر روستاهای ایران دارد. در این روستاها علاوه بر واحدهای ساختمانی سنتی که با گل، خشت یا سنگ ساخته شده‌اند، ساختمان‌های آجری بدون کلاف یا با کلاف‌های بتنی یا تک میل‌گردی و حتی ساختمان‌های مسلح‌شده با قاب بتن مسلح و اسکلت فلزی دیده می‌شود. علت این تفاوت، لرزه‌خیز بودن این مناطق است که موجب شده مسئولان نسبت به ساخت محله‌های جدید در روستاهای منطقه پس از زمین‌لرزه‌های ۱۳۵۸ کریزان و کولی، اعطای وام مسکن، و انبوه‌سازی اقدام کنند.
عمده‌ترین نقص مصالح مصرفی در روستاهای منطقه استفاده از مواد اولیهٔ نامرغوب و نیز عدم آشنایی روستاییان با اصول و دانش فنی لازم برای ساخت مصالح مصرفی است؛ به گونه‌ای که آجرهای مصرفی که نسبت به سایر مصالح بیشترین استفاده را داشته است، همگی از نوع توکار بوده‌اند که فاقد مقاومت خمشی، کششی، و برشی لازم می‌باشند. در اغلب ساختمان‌هایی که برای ساختشان از بتن استفاده شده است، کیفیت بتن مورد استفاده در سطح پایینی می‌باشد که موجب شده است بتن مصرفی مقاومت و چسبندگی لازم را نداشته باشد. پروفیل‌های فولادی نیز اگرچه در کارخانه تولید شده‌اند و عموماً از کیفیت مناسبی برخوردارند، اما استفاده از جوش نامناسب و ضعیف در اتصال آن‌ها به یکدیگر موجب شده است که کارایی بهینه نداشته باشند.

## امدادرسانی
| سازمان/کشور                              | مبلغ اهدایی به دلار آمریکا |
| ---------------------------------------- | -------------------------- |
| سازمان‌های بین‌المللی صلیب سرخ و هلال احمر | ۱۰٬۵۹۳٬۲۱۰                 |
| نروژ                                     | ۱٬۰۸۴٬۵۰۰                  |
| آژانس‌های وابسته به سازمان ملل متحد       | ۹۵۰٬۶۵۰                    |
| کمیسیون اروپا                            | ۹۰۹٬۰۹۰                    |
| ژاپن                                     | ۵۹۶٬۴۹۱                    |
| آلمان                                    | ۳۴۶٬۳۰۰                    |
| بریتانیا                                 | ۳۴۲٬۶۴۸                    |
| دانمارک                                  | ۳۳۸٬۹۵۱                    |
| اوپک                                     | ۳۰۰٬۰۰۰                    |
| روسیه                                    | ۲۷۰٬۰۰۰                    |
| فرانسه                                   | ۲۶۰٬۰۰۰                    |
| آمریکا                                   | ۱۰۰٬۰۰۰                    |

مقامات ایران برای امدادرسانی به ده‌ها هزار تن از آوارگان حادثه، از مردم ایران و کشورهای خارجی درخواست کمک کردند. اکثر کمک‌های کشورهای غربی، سه تا چهار روز طول کشید تا به منطقه برسد؛ حال آنکه ۲۴ ساعت نخست پس از وقوع زمین‌لرزه که اغلب توأم با قطع آب و برق است، حیاتی‌ترین و حساس‌ترین بازهٔ زمانی است که زلزله‌زدگان نیازمند کمک می‌باشند. اکثر کمک‌رسانی‌ها توسط خود روستاییان منطقه صورت گرفت و بسیاری از روستاییان، آوارگان و بی‌خانمان‌ها را در خانهٔ خود پناه دادند.
چندین هزار داوطلب برای پیوستن به عملیات جستجوی بازماندگانی که زیر توده‌های آجر و سیمان، مدفون شده بودند رهسپار منطقه شدند. بسیاری از داوطلبان بدون داشتن هیچ‌گونه تجهیزات و تنها با دستان خالی خود به جستجوی بازماندگان پرداختند. سازمان‌های محلی، از جمله هلال احمر ایران ۹٬۰۰۰ چادر، بیش از ۱۸٬۰۰۰ تخته پتو، مواد غذایی کنسروشده، برنج، و خرما را به منطقه فرستادند. دولت وقت ایران نیز بیش از ۸۰ تن مایحتاج را به مشهد که مرکز هماهنگی اقدامات امدادی بود ارسال کرد.
کوفی عنان دبیرکل وقت سازمان ملل متحد از جامعهٔ جهانی خواست نسبت به این حادثه «فوراً و سخاوتمندانه واکنش نشان دهند». فرانسه یک هواپیمای باری محتوی پتو، چادر، لباس، و غذا به ایران فرستاد و مقامات سوئیس نیز یک تیم نجات به همراه سگ‌های آموزش‌دیده برای جستجو و نجات به منطقه اعزام کردند. نمایندهٔ ارشد آمریکا در سازمان ملل این فاجعه را «موضوعی انسانی» قلمداد کرد. یکی از سخنگویان دولت وقت بیل کلینتون اظهار داشت که علی‌رغم وجود اختلافات شدید با ایران، آمریکا حاضر است در صورت تقاضای کمک، نسبت به اهدا و ارسال مایحتاج و سایر کمک‌های امدادی از طریق یک واسطه اقدام نماید. کمیتهٔ مرکزی منونایت، آژانسی امدادی مستقر در آکرون پنسیلوانیا، ۴۰۰ تن روغن خوراکی و عدس را که برای پناهندگان مهاجر به ایران جمع‌آوری کرده بود، به زلزله‌زدگان ایرانی اختصاص داد. یک سازمان بریتانیایی متخصص در زمینهٔ نجات و مقابله با بلایای طبیعی موسوم به سپاه بین‌المللی امداد و نجات برای اعزام یک تیم ۱۵ نفرهٔ نجات اعلام آمادگی کرد که ایران به دلیل «کافی بودن تعداد نیروهای امدادرسان در محل فاجعه» از صدور ویزا برای اعضای این تیم سر بار زد. همچنین پیشنهاد سوئیس برای اعطای کمک‌های بیشتر از جانب ایران رد شد. چندین کشور حاشیه خلیج فارس با ارسال پیام، همدردی خود را با خانواده‌های قربانیان حادثه و دولت ایران اعلام داشتند.
دورافتادگی بسیار زیاد مناطق زلزله‌زده، موجب شده بود توزیع کمک‌های امدادی به‌دشواری صورت پذیرد. برای دسترسی به برخی از روستاهای محل حادثه گاهی لازم بود بیش از ۵ ساعت در جاده‌های خاکی رانندگی کرد. برخی از این مسیرها نیز سقوط کرده یا بر اثر رانش زمین با ریزش حاشیهٔ جاده کاملاً پوشیده شده بودند. در برخی مناطق دسترس‌ناپذیر منطقه نیز، از بالگرد برای تأمین مایحتاج زلزله‌زدگان استفاده شد.
اگرچه عملیات امدادرسانی تا مدت‍ی ادامه یافت، اما دولت ایران عملیات نجات را در تاریخ ۱۴ مه متوقف کرد؛ زیرا با گذشت پنج روز از وقوع زمین‌لرزه، دیگر انتظار نمی‌رفت بتوان فرد زنده‌ای را از زیر آوارها و مخروبه‌ها بیرون کشید.